# Estrígil

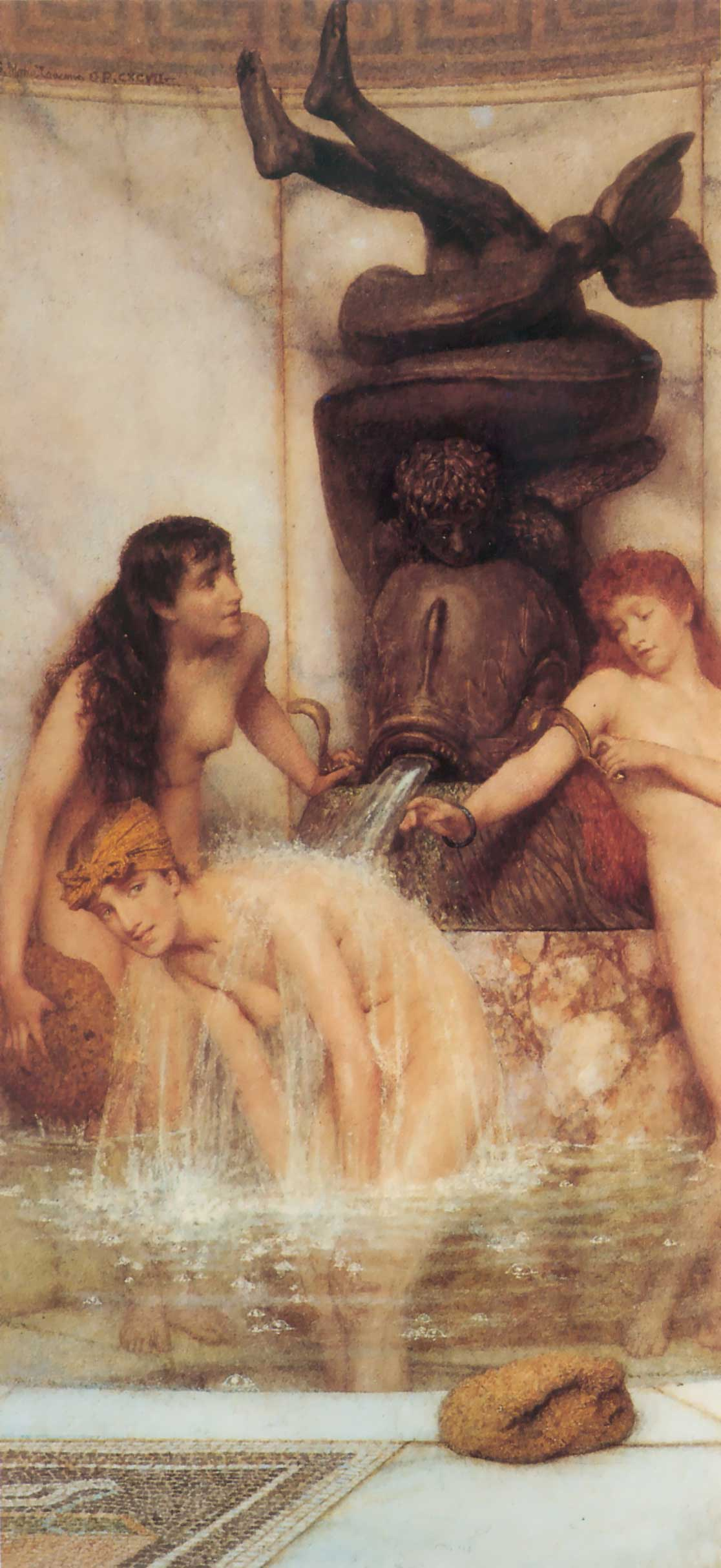
Estrígiles y esponjas (1879) Sir Lawrence Alma-Tadema.

Un estrígil o estrígile (del latín strigilis, en griego στλεγγίς) es una rascadera de metal larga y fina que en la cultura grecorromana los atletas usaban para limpiarse el cuerpo manchado de arena y aceite. 
Fue utilizado primero por los etruscos después de sus combates y posteriormente por los romanos, como forma de lavarse en sus termas.
Debido a que hasta la época imperial desconocían el jabón, y nunca su uso estuvo muy difundido,los romanos se untaban el cuerpo en aceite y luego se lo retiraban con el estrígil.
En la cultura griega era tradición que los atletas saliesen a la arena cubiertos por óleos que, al final de la competición, se retiraban ceremoniosamente junto con el polvo y la suciedad del cuerpo. Este ritual es el que plasmó Lisipo en su Apoxiomeno.
Sin embargo, algunas fuentes clásicas indican que el estrígil también podía ser usado antes del baño y en ausencia de aplicación de aceites previa para favorecer la transpiración y retirar las capas de piel muerta. Así lo indica Aristóteles, y ante la abrasividad del método, Hipócrates recomienda emplear la esponja en su lugar, especialmente en el caso de enfermedad cutánea aguda.

## Sarcófagos
Se llama sarcófago con estrígiles cuando está tallado con surcos paralelos en forma de S que recuerdan a las marcas dejadas por los mismos. Servía con frecuencia como motivo decorativo de sarcófagos romanos y paleocristianos.

## Referencias

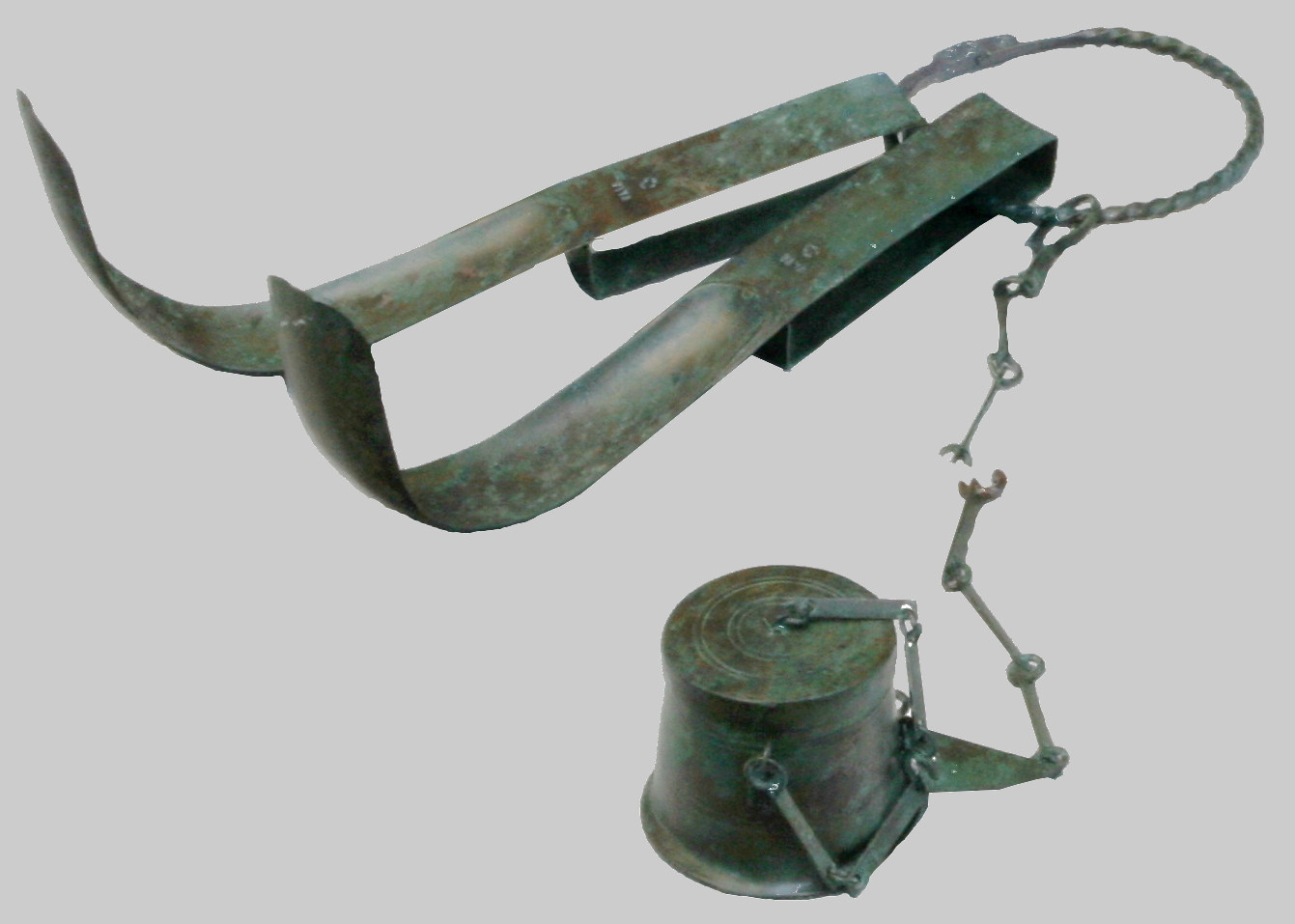
Estrígiles romanos del siglo I a. C.
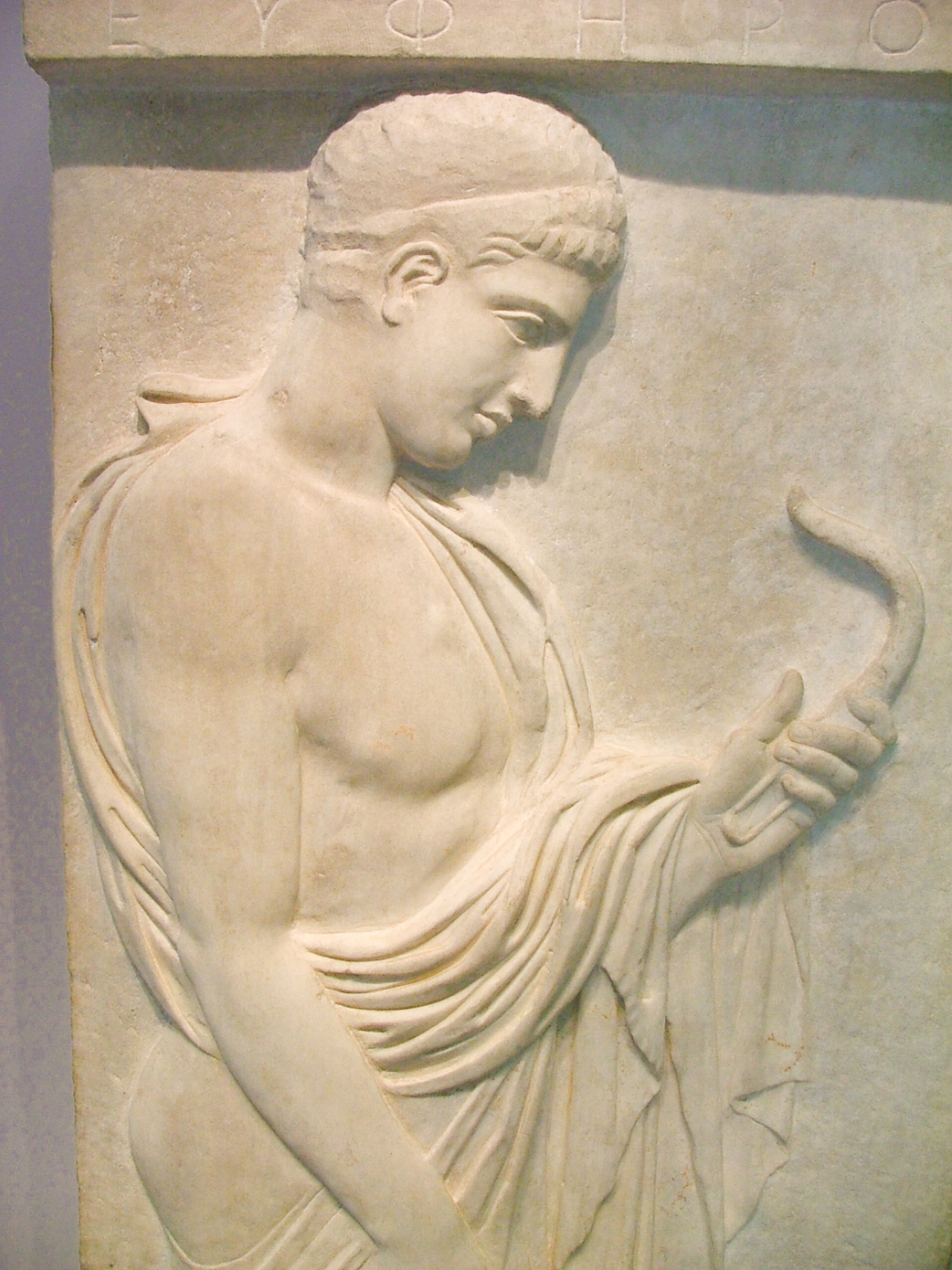
Joven ateniense con un estrígil en la mano. Ca. 420 a. C. Museo Arqueológico del Cerámico.
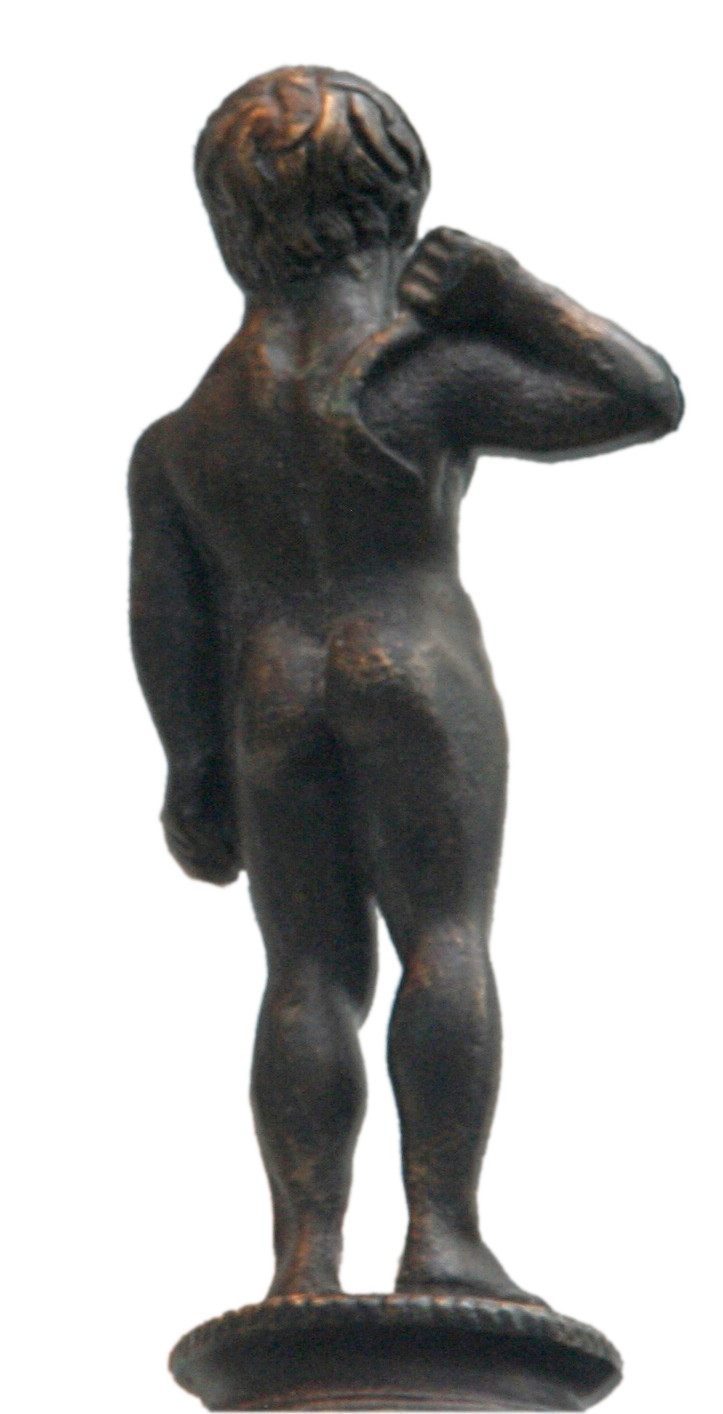
Un atleta limpiándose.
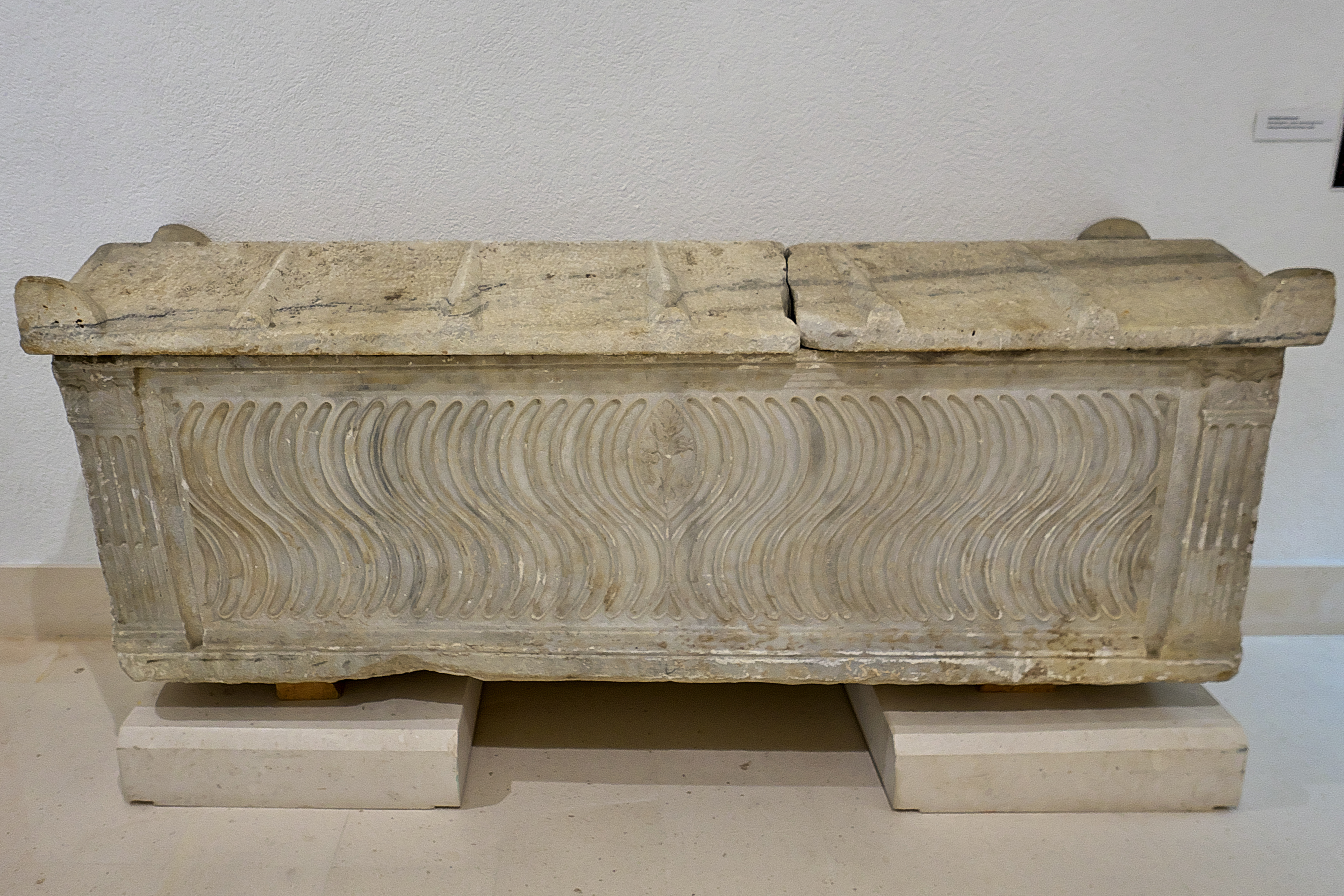
Sarcófago tardorromano (Museo de Cádiz)
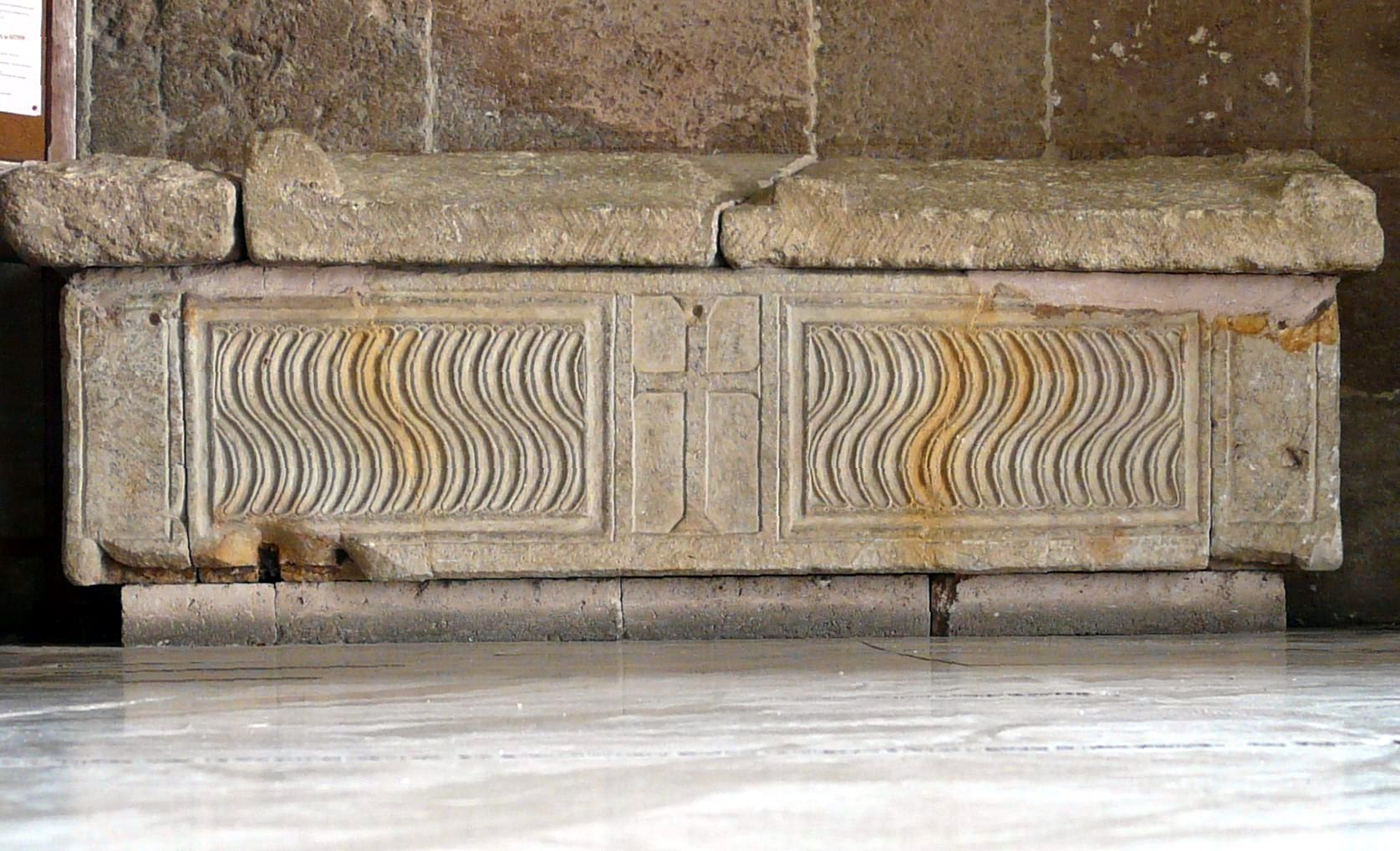
Sarcófago con estrígiles de la Abadía de San Víctor de Marsella